# 臺灣幻象2000戰鬥機失事列表

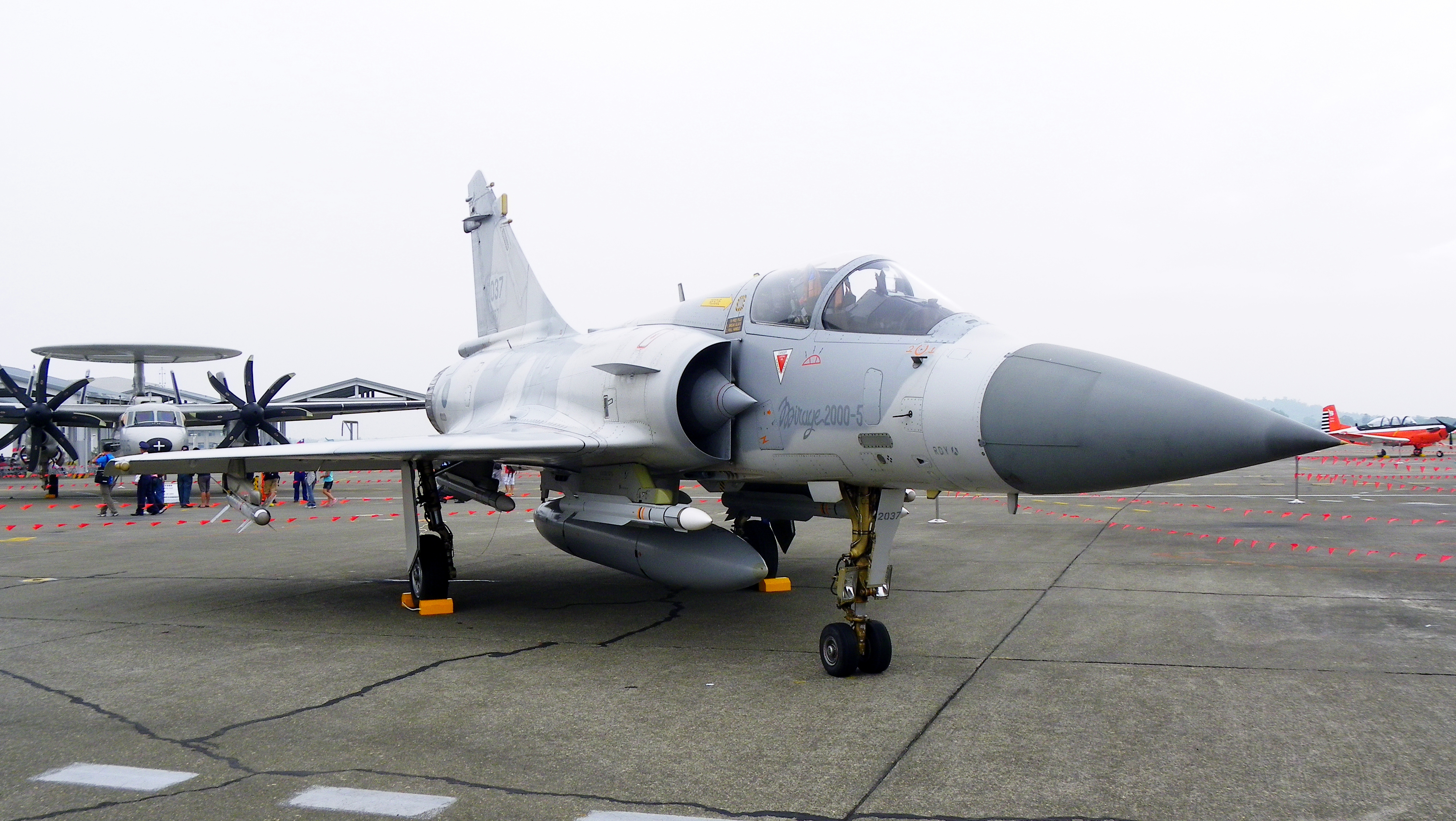
中華民國空軍的幻象2000戰機

該列表為中華民國空軍于1989年向法國達梭航太所購買60架幻象2000戰鬥機的失事状况。因人為操作疏失等因素，截至2024年9月10日曾出現8次失事紀錄，共有8架戰機失事，一架戰機修復，其中3名飛行員殉職，一人失蹤，8名飛行員跳傘獲救。

## 概要
2018年，台灣幻象2000戰鬥機的戰機失事損毀比例 13%（8/60），幻象2000總體失事比例為 14.86%（91/612）。
| 時間           | 戰機編號 | 飛行員                         | 備註              |
| 1999年10月15日 | 2053     | 吳彬福（少校）、吳世峰（上尉） | 跳傘獲救          |
| 1999年12月14日 | 2036     | 江金亮（少校）                 | 殉職              |
| 2001年5月20日  | 2058     | 劉浩帆（上尉）、張健翔（中校） | 殉職              |
| 2002年11月14日 | 2057     | 何威克（中尉）、虞德忠（少校） | 人員獲救 戰機修復 |
| 2013年5月20日  | 2052     | 劉永祥（中校）、鄭育騰（中尉） | 跳傘獲救          |
| 2017年11月7日  | 2040     | 何子雨（少校）                 | 殉職              |
| 2022年3月14日  | 2017     | 黃重凱（中校）                 | 跳傘獲救          |
| 2024年9月10日  | 2047     | 謝沛勳（上尉）                 | 跳傘獲救          |

## 1999年
10月15日，一架幻象2000-5型戰機（編號2053）傍晚執行夜航訓練任務，起飛後不久因引擎吸入飛鳥，動力消失經搶救無效不幸墜毀於新竹外海，所幸飛行員吳彬福少校、吳世峰上尉跳傘獲救，該起事件係國軍幻象2000-5戰機首次失事紀錄。
12月14日，一架幻象2000-5型戰機（編號2036）與其他兩架擔任僚機的幻象戰機，在蘇澳外海進行視距外攻擊的戰鬥訓練中從戰管雷達上消失。江金亮少校失蹤，屆滿六個月之後宣告因公殉職。

## 2001年
5月20日，一架幻象2000-5戰機（編號2058），自新竹機場，起飛執行例行訓練任務後在新竹外海25浬上空從雷達螢幕消失，機上2名飛行員劉浩帆上尉失蹤，張健翔中校經漁船發現經由海軍鄭和軍艦陳緯國中士與廖炫志中士進行人員落水救難部署，下海搶救打撈，經急救不治殉職。2002年4月15日亞太航運公司作業人員深夜在失事海域附近，打撈到疑似飛行員劉浩帆上尉左小腿的飛行靴，靴內仍殘留腿骨。軍事檢察官請來他的母親採樣檢體，一併送交刑事警察局作DNA比對證實是劉浩帆上尉部分遺體。

## 2002年
11月14日，一架幻象2000-5戰機（編號2057）雙座機由何威克中尉及虞德忠少校駕駛執行例行飛行訓練任務，起飛後疑因鳥擊及座椅下方液態氧外洩，經聯絡塔台并緊急迫降後仍起火燃燒，所幸飛行員均平安逃生。後2057號機修復。

## 2013年
一架幻象2000-5戰機（編號2052）在5月20日，中校劉永祥和中尉鄭育騰於換裝訓練中，發生機件故障，兩人成功跳傘獲救

## 2017年
行政院海岸巡防署海洋巡防總局表示，11月7日19時10分接獲通報，一架中華民國空軍幻象2000戰鬥機於基隆市北北東90浬處失聯；即刻指派北部地區機動海岸巡防隊基隆艦、東部地區機動海岸巡防隊花蓮艦及基隆10033艇緊急出勤，前往現場進行搜尋。2017年11月17日，中華民國海軍完成殘骸分布定位。

### 報導錯誤
據《TVBS-NEWS》報導，11月7日晚間8時30分確定S-70C型直升機在搜救過程中，已順利從救生衣發出的訊號尋獲何子雨，並送往國軍新竹地區醫院進行身體檢查。行政院國家搜救指揮中心於同日晚間發布新聞稿表示，向中華民國國防部詢問確認後，證實為誤傳。

## 2022年
2022年3月14日上午11點26分，空軍第二聯隊一架編號為2017的單座幻象2000戰鬥機在台東外海疑似是因為機件故障而失事墜海，飛官黃重凱中校跳傘獲救。

## 2024年
2024年9月10日20時5分，空軍第二聯隊編號為2047幻象2000-5型單座機執行夜間攔截訓練，於20時05分於新竹基地起飛，20時35分於新竹基地西南19浬呼叫動力失效，上尉飛官謝沛勳緊急彈射，空軍作戰指揮部下令嘉義及屏東基地S-70及C-130起飛執行搜救及照明任務。22時22分發現待救人員。
22時30分，海巡搜救艇3580及10031，由岸邊巡邏轉用至目標區共同支援搜救，22時39分因為S-70C纜繩卡滯，人員採吊掛至海巡3580艇，後因潮汐影響導致無法靠新竹南寮港，23時03分由人員改登海巡10031艇後送台中梧棲港，送往童綜合醫院。

## 相關事件
2010年9月1日，中華民國空軍外派飛行員王同義上校至法國接受法國空軍幻象2000為期2年的戰術訓練，王同義在2012年10月3日從法國盧賽基地起飛，起飛後不久戰機故障起火，不過為了避免戰機墜落在人口稠密的市區放棄跳傘時機，將戰機開往500公尺外的森林，墜機不幸殉職，目前在失事地點設有一座紀念碑
。